# Jean-Christophe Maillot
Jean-Christophe Maillot, né le 31 août 1960 à Tours, est un danseur et chorégraphe français et l'actuel directeur des Ballets de Monte-Carlo.

## Biographie
Jean-Christophe Maillot étudie très tôt la danse et le piano au conservatoire de Tours sous la direction d’Alain Davesne puis il rejoint l'École supérieure de danse de Cannes Rosella Hightower. Il poursuit alors ses études jusqu’à l’obtention du Prix de Lausanne en 1977. Il est alors engagé par John Neumeier au Ballet de Hambourg où il interprète pendant cinq ans, en qualité de soliste, des rôles de premier plan. Un accident met fin brutalement à sa carrière de danseur.
En 1983, Jean-Christophe Maillot revient à Tours où il est nommé chorégraphe et directeur du Ballet du Grand Théâtre de Tours qui deviendra par la suite Centre chorégraphique national. Il crée pour cette compagnie une vingtaine de ballets. En 1985, il fonde le Festival de danse « Le Chorégraphique ». En 1986 il est invité à Monaco où il crée sa première pièce, Les Adieux, pour les Ballets de Monte-Carlo et surtout en avril 1987, Le Mandarin merveilleux puis L'Enfant et les Sortilèges. Il devient conseiller artistique pour la saison 1992-1993, puis est nommé directeur-chorégraphe par S.A.R la Princesse de Hanovre en septembre 1993.
À la tête des Ballets de Monte-Carlo Jean-Christophe Maillot réoriente le répertoire de la compagnie de cinquante danseurs. Son travail chorégraphique personnel traite tout à la fois les grands thèmes classiques mais aussi le champ de l'abstraction. Il invite également des chorégraphes de renommée internationale, mais aussi de jeunes chorégraphes, à créer des œuvres pour les ballets monégasques et travaille avec des collaborateurs venus de différents domaines artistiques Depuis son arrivée, il renoue avec la tradition des Ballets russes et fait appel à différents artistes pour la réalisation de rideaux de scène. Il met également en place, en 2000, le « Monaco Dance Forum », qui est une manifestation chorégraphique internationale. Jean-Christophe Maillot présente également ses créations à l'étranger lors des tournées des Ballets de Monte-Carlo.
En 2007, il réalise sa première mise en scène d’opéra, Faust, sur l’invitation de Manfred Beilharz pour le Théâtre national de la Hesse à Wiesbaden et, en mars 2009, Jean-Louis Grinda, lui confie celle de Norma pour l'Opéra de Monte-Carlo. Il a également réalisé des films chorégraphiques tirés de ballets comme Cendrillon (2007) et Le Songe (2008).
Ces dernières années, il a remonté plusieurs de ses productions dont Roméo et Juliette et Cendrillon pour des compagnies telles que les Grands Ballets canadiens, le Ballet royal suédois, le Ballet de Essen, le Ballet national de Corée, le Ballet de Stuttgart, le ballet royal danois, le Ballet du Grand Théâtre de Genève, ou le Pacific Northwest Ballet.
En 2011, une importante restructuration des institutions chorégraphiques de la principauté regroupe, sous la présidence de S.A.R. La Princesse de Hanovre, les Ballets de Monte-Carlo, le Monaco Dance Forum et l’Académie Princesse-Grace, dont Jean-Christophe Maillot prend la direction.
En juillet 2014, il crée, à l'invitation de Sergueï Filine, La Mégère Apprivoisée pour le ballet du Théâtre Bolchoï. C'est la première fois qu'un chorégraphe étranger est invité à créer une soirée entière pour cette institution.[réf. nécessaire]
Le 1er juillet 2017, il a lancé sa première F(ê)aites de la danse, sur la place du Casino, à Monaco,. La troisième édition se déroulera en juillet 2026, toujours à Monaco.
En novembre 2024, Jean-Christophe Maillot a publié son second livre, Jean-Christophe Maillot, la danse en festin chez Gallimard, dans lequel il raconte la vie des ballets de Monte-Carlo, qu’il dirige depuis 1992.

## Principales chorégraphies
- 1986 : Les Adieux
- 1987 : Le Mandarin merveilleux
- 1989 : Über die Winterreise
- 1989 : Du haut de ...
- 1991 : L'Enfant et les Sortilèges
- 1993 : Bêtes noires
- 1993 : Lueurs d'amour
- 1993 : Thème et quatre variation
- 1994 : Home Sweet Home
- 1994 : Dov'e la Luna
- 1995 : Ubuaha
- 1995 : Vers un pays sage
- 1996 : Concert d'anges
- 1996 : Roméo et Juliette
- 1997 : Duo d'anges
- 1997 : Recto verso
- 1997 : In volo
- 1998 : L'Île
- 1999 : Cendrillon
- 1999 : Casse-noisette circus
- 2000 : Opus 40
- 2000 : Entrelacs
- 2001 : Œil pour œil
- 2001 : La Belle
- 2002 : Men's Dance
- 2003 : D'une rive à l'autre
- 2003 : Noces
- 2004 : Miniatures
- 2005 : Le Songe
- 2006 : Altro canto I
- 2007 : Faust
- 2008 : Altro Canto II
- 2009 : Schéhérazade
- 2009 : Men's Dance for Women
- 2009 : Fauves
- 2010 : Daphnis et Chloé
- 2011 : Opus 50
- 2011 : Lac
- 2013 : Choré
- 2013 : Casse-Noisette Compagnie
- 2014 : La Mégère apprivoisée pour le Ballet du Théâtre Bolchoï
- 2015 : Presque Rien
- 2016 : Aleatorio
- 2019 : Coppél-I.A.
- 2021 : Back on Track 61
- 2023 : L'Enfant et les Sortilèges

## Prix et distinctions
- 1977 : Prix de Lausanne
- 2001 : Prix Nijinski de la meilleure production chorégraphique pour La Belle
- 2002 : Chevalier de la Légion d'honneur
- 2002 : Prix Danza & Danza du meilleur spectacle décerné par la critique italienne
- 2005 : Chevalier de l'ordre de Saint-Charles
- 2008 : Prix Benois de la danse du meilleur chorégraphe
- 2010 : Premio Danza Valencia
- 2014 : Commandeur de l'Ordre du Mérite culturel de la Principauté de Monaco[8] (Officier, 1999)
- 2015 : Commandeur des Arts et des Lettres (Chevalier, 1992)
- 2015 : Masque d'or du meilleur spectacle chorégraphique pour La Mégère Apprivoisée (Moscou)
- 2018 : « Life Time Achievement Award » du Prix de Lausanne